# Oļģerds Grosvalds
Oļģerds Grosvalds (ur. 25 kwietnia 1884 w Rydze, zm. 12 września 1962 w Paryżu) – łotewski polityk i dyplomata, wieloletni poseł w krajach europejskich, w tym w Polsce (1930–1934).

## Biogram
W 1912 ukończył filologię na Uniwersytecie Ludwika i Maksymiliana w Monachium. W czasie I wojny światowej przebywał w Piotrogrodzie. W 1918 wrócił do Rygi i wszedł w skład Łotewskiej Rady Narodowej (Latvijas Tautas padome).
Od lutego do lipca 1919 był wysłannikiem Łotwy na konferencję pokojowej w Paryżu. W 1921 objął funkcję posła we Francji, Belgii i Holandii. W latach 1925–1930 posłował w Helsinkach, a od 1930 do 1934 reprezentował kraj w Polsce, Austrii, na Węgrzech i w Rumunii (rezydował w Warszawie).
Od 1934 był posłem Łotwy we Francji, Hiszpanii i Portugalii (z siedzibą w Paryżu). Po zajęciu Francji przez wojska niemieckie reprezentował półoficjalnie Łotwę w kontaktach z rządem Vichy. Protestował przeciw okupacji kraju przez ZSRR. W latach 1942–1945 przebywał w Nicei, a potem do końca życia w Paryżu. Pochowany na cmentarzu Père-Lachaise w Paryżu.
Od 1954 współpracował ze Zgromadzeniem Europejskich Narodów Ujarzmionych.